# Mixaderus ruficolor
Mixaderus ruficolor là một loài bọ cánh cứng trong họ Aderidae. Loài này được Pic miêu tả khoa học năm 1934.